# Kim Björkegren
Kim Björkegren, född 18 december 1981, är en svensk fotbollstränare som verkar som Manager i det amerikanska klubben Racing Louisville FC. Han flyttade från den cypriotiska mästarlaget Apollon Ladies FC efter Europasäsongen 2020–21. Björkegren har tidigare vunnit Damallsvenskan med Linköpings FC och som även varit verksam som Manager i Kina. Han är även den första tränaren på damsidan som vunnit en liga i två olika länder

## Tränarkarriär
Kim Björkegren inledde sin tränarkarriär i hemstaden Linköping, där han tränade Karle IF:s herrlag i division 4. Efter att ha varit huvudtränare för bland annat Kisa BK och  IK Gauthiod på herrsidan så tog han klivet till damfotbollen 2016 när han blev huvudtränare för Elitettanlaget Hovås/Billdal

## IK Gauthiod
Björkegren kom till IK Gauthiod herrlag från Tyresö FF där han var tänkt att ta över A-laget efter Tony Gustavsson men då klubben försattes i konkurs, så hamnade Björkegren senare i Grästorp och IK Gauthiod Perioden i Gauthiod blev framgångsrik, och Björkegren ledde sitt lag till en femteplacering i Svenska division 2. Kim ledde dessutom laget till en DM seger där man besegrade IFK Tidaholm i finalen med 3-1 och säkrade avancemang till Svenska Cupen Efter en säsong i Division 2 så valde Björkegren att tacka för sig, då han hade ambitioner att träna ett lag på högre nivå.

## Linköpings FC
Björkegren ersatte Martin Sjögren som manager hos regerande mästarna Linköpings FC 2017 med det uppsatta målet om att försvara mästertiteln, vilket man sedan lyckades med. Björkegren och Linköpings FC säkrade guldet med 2 omgångar kvar, detta trots att man inför säsongen tappat tongivande spelare som Pernille Harder, Fridolina Rolfö & Stina Blackstenius, sedan lämnade dessutom Magdalena Eriksson för Chelsea mitt under säsongen Under den framgångsrika säsongen 2017 ledde Björkegren dessutom klubben till den främsta placeringen någonsin i Uefa Women's Champions League då han tog dem till kvartsfinal.

## Beijing BG Phoenix
I januari 2018 blev Björkegren presenterad som ny manager för den kinesiska klubben Beijing BG Phoenix, vilket gjorde honom till den första svenska tränaren i den kinesiska proffsligan för damer.
Björkegren tog med sig den svenska tränaren Elena Sadiku, som blev hans assisterande tränare eftersom hon precis avslutat sin aktiva spelarkarriär.
Björkegren stod också för värvningarna av den spanska världsspelaren Vero Boquete och av den svenske anfallaren Marija Banusic där bägge två kom att spela en betydande roll i Beijings succé. Björkegren valde efter säsongen 2019 att flytta tillbaka till Europa för att vara närmare familjen.

## Apollon Ladies FC
I juni 2020 blev det officiellt att Björkegren ska ta över det cypriotiska mästarlaget Apollon Ladies FC inför säsongen 2020-21. Apollon har som mål att försvara mästartiteln och avancera långt i UEFA Women's Champions League
Efter att ha inlett ligaspelet med fyra raka segrar och med målskillnaden 16-0  ställdes Björkegren och hans Apollon Ladies mot förhandsfavoriterna Swansea City Ladies från Wales. Apollon vann matchen med 3-0 utan att motståndarna från Wales hade tagit sig till ett enda avslut i matchen.
Björkegren ledde Apollon Ladies FC till ligaguld under hans första säsong 2020/21 med tre matcher kvar av ligan, efter att ha tagit 19 raka vinster. När ligan avslutades hade Apollon Ladies tagit maximal pott, 64 av 64 poäng, och med en målskillnad på +105
Ligaguldet på Cypern gjorde Björkegren historisk på damsidan, då han som första svenske tränare vunnit ligan i två olika länder.
Björkegren blev efter insatserna på Cypern utsedd till Årets Tränare av PASP, den finaste utmärkelsen en tränare kan erhålla på Cypern.

## Racing Louisville FC
Den 9 december 2021 tillkännagavs Björkegren som ny manager för Racing Louisville FC, som flera veckor tidigare hade genomfört sin första säsong i National Women's Soccer League i USA.

## Meriter
- Vinnare Årets tränare på Cypern 2020/21
- Vinnare Cypriotiska ligan 2020/21[16]
- Silver Cypriotiska Ligacupen 2020/21
- Bronsmedalj Kinesiska FA cupen 2018
- Bronsmedalj Kinesiska ligacupen 2018
- Vinnare Damallsvenskan 2017[9]
- Silver Svenska cupen 2017[21]
- Kvartsfinal UEFA Champions League[9]